# Летящият цирк на Монти Пайтън
„Летящият цирк на Монти Пайтън“ е популярно комедийно шоу на BBC с участието на групата комици „Монти Пайтън“.
Първият епизод е заснет на 7 септември 1969 г. и е излъчен на 5 октомври същата година.

## Често появяващи се герои
- „Това е“ човекът, разрошен мъж с разкъсани дрехи и дълга, несресана брада, който се появява в началото на всеки епизод, след като е изпълнил някоя дълга задача, като катерене на планина, и казва: „Това е...“ преди да бъде грубо прекъснат от началните надписи, които започват с „Летящия цирк на Монти Пайтън“.
- Телевизионен говорител, седнал зад бюро, често в нелепи места, като плаж или гора. Неговата реплика „А сега нещо съвсем различно“ е използвана е като свързваща скечовете и преди началните надписи.
- Рицар в броня, носещ гумено пиле (Тери Гилиъм), който слага края на някои скечове като удря героите по главите с пилето.

## Епизоди
1 Първи сезон (октомври 1967 - януари 1970)

1.1. Whither Canada? 

1.2. Sex and Violence

1.3. How to Recognise Different Types of Trees From Quite a Long Way Away

1.4. Owl-Stretching Time 

1.5. Man's Crisis of Identity in the Latter Half of the Twentieth Century 

1.6. It's the Arts 

1.7. You're No Fun Anymore

1.8.Full Frontal Nudity 

1.9. The Ant, an Introduction

1.10. Untitled 

1.11. The Royal Philharmonic Orchestra Goes to the Bathroom

1.12. The Naked Ant 

1.13. It's the Arts

2 Втори сезон (септември 1970 - декември 1970) 

2.1. Dinsdale

2.2. The Spanish Inquisition

2.3. Show 5

2.4. The Buzz Aldrin Show

2.5. Live from the Grill-o-mat

2.6. It's A Living

2.7. The Attila the Hun Show

2.8. Archaeology Today 

2.9. How to Recognise Different Parts of the Body

2.10. Scott of the Antarctic 

2.11. How Not to Be Seen 

2.12. Spam 

2.13. Royal Episode 13

3 Трети сезон (октомври 1972 - януари 1973)

3.1. Whicker's World 

3.2. Mr. and Mrs. Brian Norris' Ford Popular

3.3. The Money Programme 

3.4. Blood, Devastation, Death, War and Horror

3.5. The All-England Summarize Proust Competition 

3.6. The War Against Pornography 

3.7. Salad Days 

3.8. The Cycling Tour

3.9. The Nude Man 

3.10. E. Henry Thripshaw's Disease

3.11. Dennis Moore 

3.12. A Book at Bedtime

3.13. Grandstand 

4 Четвърти сезон (октомври 1974 - декември 1974)

4.1. The Golden Age of Ballooning 

4.2. Michael Ellis 

4.3. The Light Entertainment War

4.4. Hamlet 

4.5. Mr. Neutron

4.6. Party Political Broadcast